# Lijst van kerken in Londen
Deze (incomplete) lijst van kerken in Londen bevat een overzicht van de kerkgebouwen en kapellen in Londen.
| Kerk                                                                          | Adres                                              | Stadsdeel/wijk          | Originele functie                                     | Huidige functie                                                                                        | Bijzonderheden | Foto |
| ----------------------------------------------------------------------------- | -------------------------------------------------- | ----------------------- | ----------------------------------------------------- | --- | --- | ---- |
| All Hallows-by-the-Tower                                                      | Byward Street                                      | City of London          | Kloosterkerk                                          | Anglicaans                                                                                             | Oudste kerkgebouw in Londen, heeft grote stadsbrand van 1666 overleefd.                                                                             |      |
| All Hallows-on-the-Wall                                                       | London Wall                                        | City of London          | Rooms-katholiek                                       | Anglicaans                                                                                             | |      |
| All Saints Church (West Dulwich)                                              |                                                    | West Dulwich            | Anglicaans                                            | Anglicaans                                                                                             | Architect: George Fellowes Prynne |      |
| All Saints Margaret Street                                                    | Margaret Street                                    | Marylebone              | Anglicaans                                            | Anglicaans                                                                                             | Architect: William Butterfield |      |
| All Souls Langham Place                                                       | Langham Place                                      | Marylebone              | Anglicaans                                            | Anglicaans                                                                                             | Architect: John Nash |      |
| Brompton Oratory                                                              | Brompton Road                                      | Brompton                | Rooms-katholiek                                       | Rooms-katholiek                                                                                        | |      |
| Christ Church Greyfriars (in 1940 beschadigd)                                 | Newgate Street                                     | City of London          | Rooms-katholiek                                       | Bouwval                                                                                                | Architect: Christopher Wren. De kerk raakte beschadigd tijdens de Tweede Wereldoorlog. De ruïne is beschermd.                                       |      |
| Christ Church (Spitalfields)                                                  | Commercial Street                                  | Spitalfields            | Anglicaans                                            | Anglicaans                                                                                             | Architect: Nicholas Hawksmoor. Na een lange periode van verwaarlozing werd de kerk gerestaureerd. De heropening vond in 2004 plaats.                |      |
| Church of the Immaculate Conception                                           | Farm Street                                        | Mayfair                 | Rooms-katholiek                                       | Rooms-katholiek                                                                                        | Een Jezuïetenkerk in Londen. |      |
| Crown Court Church                                                            | Russell Street                                     | Covent Garden           | Kerk van Schotland                                    | Kerk van Schotland                                                                                     | |      |
| French Protestant Church                                                      | Soho Square                                        | Soho                    | Protestantisme                                        | Protestantisme                                                                                         | Enige Franstalige protestante kerk in Londen. |      |
| Grosvenor Chapel                                                              | South Audley Street                                | Mayfair                 | Anglicaans                                            | Anglicaans                                                                                             | |      |
| Guards Chapel                                                                 | Wellington Barracks, Birdcage Walk                 | City of Westminster     |                                                       | | Kapel van de Household Cavalerie en de Foot Guards van het Britse leger.                                                                            |      |
| Nederlandse Kerk in Londen                                                    | Broad Street Ward                                  | City of London          | Protestantisme                                        | Protestantisme                                                                                         | Oudste Nederlandstalige protestantse kerk buiten Nederland.                                                                                         |      |
| Notre Dame de France                                                          | Leicester Place                                    | Soho                    | Rooms-katholiek                                       | Rooms-katholiek                                                                                        | Een Franstalige Rooms-katholiek kerk. |      |
| Queen's Chapel                                                                | Marlborough Road, naar St. James's Palace          | City of Westminster     | Rooms-katholiek                                       | Anglicaans                                                                                             | Architect: Inigo Jones. Het is de persoonlijk kapel van koningin Elizabeth II.                                                                      |      |
| St. Alban Wood Street (in de Tweede Wereldoorlog onherstelbaar beschadigd)    | Wood Street                                        | City of London          | Rooms-katholiek                                       | Op de toren na in 1965 gesloopt                                                                        | Architect: Christopher Wren. |      |
| St. Alfege, Greenwich                                                         | Evelyn Street                                      | Greenwich               | Rooms-katholiek                                       | Anglicaans                                                                                             | Architect: Nicholas Hawksmoor |      |
| St. Alfege London Wall (onherstelbaar beschadigd)                             | London Wall                                        | City of London          | Rooms-katholiek                                       | Op de toren na in 1923 gesloopt                                                                        | De kerk raakte beschadigd door een zeppelin razzia in de Eerste Wereldoorlog. De ruïne is beschermd.                                                |      |
| St. Andrew-by-the-Wardrobe                                                    | Queen Victoria Street                              | City of London          | Rooms-katholiek                                       | Anglicaans                                                                                             | |      |
| St. Andrew Holborn                                                            | Holborn Viaduct                                    | City of London          | Rooms-katholiek                                       | Anglicaans                                                                                             | |      |
| St. Andrew Undershaft                                                         | St. Mary Axe                                       | City of London          | Rooms-katholiek                                       | Anglicaans                                                                                             | |      |
| St. Anne's (Limehouse)                                                        | Byward Street                                      | Limehouse Tower Hamlets | Anglicaans                                            | Anglicaans                                                                                             | Architect Nicholas Hawksmoor |      |
| St. Anne's (Soho)                                                             | Dean Street                                        | Soho                    | Anglicaans                                            | Anglicaans                                                                                             | |      |
| St. Anne and St. Agnes                                                        | Gresham Street                                     | City of London          | Rooms-katholiek                                       | Buiten gebruik als kerk                                                                                | Van 1966 tot 2013 was het in gebruik bij de Lutherse kerk.                                                                                          |      |
| St. Augustine Watling Street                                                  | Watling Street                                     | City of London          | Rooms-katholiek                                       | Buiten gebruik als kerk; nu een school voor koorknapen van St. Paul's Cathedral.                       | Architect: Christopher Wren. De kerk raakte beschadigd tijdens de Tweede Wereldoorlog en werd in gebruik genomen als school.                        |      |
| St. Bartholomew-the-Great                                                     | West Smithfield                                    | City of London          | Rooms-katholiek                                       | Anglicaans                                                                                             | De kerk heeft de grote stadsbrand van 1666 overleefd.                                                                                               |      |
| St. Bartholomew-the-Less                                                      | Saint Bartholomew's Hospital                       | City of London          | Rooms-katholiek                                       | Anglicaans                                                                                             | De kerk is de kapel van Saint Bartholomew's Hospital, het oudste hospitaal in Londen.                                                               |      |
| St. Benet Paul's Wharf                                                        | Queen Victoria Street                              | City of London          | Rooms-katholiek                                       | Anglicaans                                                                                             | Architect: Christopher Wren. De kerk is nu een Kymrischtalige kerk. Het is ook de kerk van de College of Arms.                                      |      |
| St. Botolph Aldersgate                                                        | Aldersgate Street                                  | City of London          | Rooms-katholiek                                       | Anglicaans                                                                                             | Niet te verwarren met St. Botolph Aldgate. |      |
| St. Botolph Aldgate                                                           | Aldgate High Street                                | City of London          | Rooms-katholiek                                       | Anglicaans                                                                                             | Niet te verwarren met St. Botolph Aldersgate. |      |
| St. Botolph-without-Bishopsgate                                               | Bishopsgate                                        | City of London          | Rooms-katholiek                                       | Anglicaans (ook in gebruik door de Grieks-orthodoxe Kerk)                                              | |      |
| St Bride's Church                                                             | Fleet Street                                       | City of London          | Rooms-katholiek                                       | Anglicaans                                                                                             | Architect: Christopher Wren. |      |
| St. Catherine's Danish Church                                                 | Albany Street                                      | Camden Town             | Anglicaans                                            | Lutheranisme                                                                                           | Een Deenstalige zeemanskerk. |      |
| St. Clement Danes Church                                                      | The Strand                                         | City of Westminster     | Rooms-katholiek                                       | Anglicaans                                                                                             | Kerk van de Royal Air Force. |      |
| St. Clement's Eastcheap                                                       | Hoek van Clement's Lane en King William Street     | City of London          | Rooms-katholiek                                       | Anglicaans                                                                                             | Architect: Christopher Wren. |      |
| St. Columba's Church                                                          | Pont Street                                        | Brompton                | Kerk van Schotland                                    | Kerk van Schotland                                                                                     | |      |
| St. Dunstan-in-the-East (in 1940 beschadigd)                                  | Saint Dunstan's Hill                               | City of London          | Rooms-katholiek                                       | Bouwval                                                                                                | Architect: Christopher Wren. De kerk raakte beschadigd in de Tweede Wereldoorlog. De ruïne is beschermd.                                            |      |
| St. Dunstan-in-the-West                                                       | Fleet Street                                       | City of London          | Rooms-katholiek                                       | Anglicaans (sinds 1966 ook in gebruik door de Roemeens-orthodoxe Kerk)                                 | De Roemenen gebruiken een straalkapel binnenin de kerk, deze heeft een iconostase van Boekarest.                                                    |      |
| St. Dunstan's Church (Stepney)                                                | Stepney High Street                                | Stepney                 | Rooms-katholiek                                       | Anglicaans                                                                                             | |      |
| St. Edmund the King                                                           | Lombard Street                                     | City of London          | Rooms-katholiek                                       | Anglicaans (buiten gebruik als kerk, maar nog consacreert; sinds 2001 een centrum voor spiritualiteit) | Vernoemd naar koning Edmund de Martelaar (ca. 840–ca. 870).                                                                                         |      |
| St. Ethelburga's Bishopsgate                                                  | Bishopsgate                                        | City of London          | Rooms-katholiek                                       | Buiten gebruik als kerk; sinds 1994 een centrum van verzoening en vrede                                | In 1994 de kerk raakte beschadigd door een terroristisch aanslag van de IRA.                                                                        |      |
| St. Etheldreda's Church                                                       | Ely Place                                          | Holborn                 | Rooms-katholiek                                       | Rooms-katholiek                                                                                        | |      |
| St. George (Bloomsbury)                                                       | Little Russell Street                              | Bloomsbury              | Anglicaans                                            | Anglicaans                                                                                             | Architect: Nicholas Hawksmoor. |      |
| St. George (Hanover Square)                                                   | Hanover Square                                     | Mayfair                 | Anglicaans                                            | Anglicaans                                                                                             | |      |
| St. George in the East                                                        | Cannon Street Road                                 | Shadwell                | Anglicaans                                            | Anglicaans                                                                                             | Architect: Nicholas Hawksmoor. Opmerkelijk feit is dat er in Londen geen corresponderende kerk genaamd St. George in the West is.                   |      |
| St. George the Martyr (Southwark)                                             | Hoek van Borough High Street en Great Dover Street | Southwark               | Rooms-katholiek                                       | Anglicaans                                                                                             | Architect: John Price |      |
| St. George's German Lutheran Church                                           | Alie Street                                        | Whitechapel             | Lutheranisme                                          | Buiten gebruik als kerk sinds 1995.                                                                    | De diensten werden in het Duits gehouden. |      |
| St. Giles-in-the-Fields                                                       | St. Giles High Street                              | Holborn                 | Rooms-katholiek                                       | Anglicaans                                                                                             | |      |
| St. Giles without Cripplegate                                                 | Barbican                                           | City of London          | Rooms-katholiek                                       | Anglicaans                                                                                             | |      |
| St. Helen's Bishopsgate                                                       | Great St Helens, naar Bishopsgate                  | City of London          | Kloosterkerk                                          | Anglicaans                                                                                             | De kerk heeft, na de Westminster Abbey, meer monumenten dan enig andere kerk in Londen.                                                             |      |
| St. James Clerkenwell                                                         | Clerkenwell Green                                  | Clerkenwell             | Kloosterkerk                                          | Anglicaans                                                                                             | |      |
| St. James Garlickhythe                                                        | Garlick Hill                                       | City of London          | Rooms-katholiek                                       | Anglicaans                                                                                             | Architect: Christopher Wren. |      |
| St. James Piccadilly                                                          | Piccadilly                                         | City of Westminster     | Anglicaans                                            | Anglicaans                                                                                             | Architect: Christopher Wren. |      |
| St. James's Spanish Place                                                     | George Street                                      | Marylebone              | Rooms-katholiek                                       | Rooms-katholiek                                                                                        | |      |
| St. John Smith Square                                                         | Smith Square                                       | City of Westminster     | Anglicaans                                            | Buiten gebruik als kerk; sinds 1969 in gebruik als concertzaal                                         | De kerk raakte beschadigd in de Tweede Wereldoorlog.                                                                                                |      |
| St. John the Divine (Kennington)                                              |                                                    | Kennington              | Anglicaans                                            | Anglicaans                                                                                             | Architect: George Edmund Street |      |
| St. John's Chapel                                                             | Tower of London                                    | City of London          | Rooms-katholiek                                       | Anglicaans                                                                                             | De kapel ligt in de donjon van de Tower of London.                                                                                                  |      |
| St. Katherine Cree                                                            | Leadenhall Street                                  | City of London          | Rooms-katholiek                                       | Anglicaans                                                                                             | |      |
| St. Lawrence Jewry                                                            | Gresham Street                                     | City of London          | Rooms-katholiek                                       | Anglicaans                                                                                             | Architect: Christopher Wren. In de kerk is een kapel voor het Gemenebest van Naties.                                                                |      |
| St. Leonard's (Shoreditch)                                                    | Shoreditch High Street                             | Shoreditch              | Rooms-katholiek                                       | Anglicaans                                                                                             | |      |
| St. Magnus-the-Martyr                                                         | London Bridge                                      | City of London          | Rooms-katholiek                                       | Anglicaans                                                                                             | Architect: Christopher Wren. |      |
| St. Margaret's Church                                                         | Parliament Square                                  | City of Westminster     | Rooms-katholiek                                       | Anglicaans                                                                                             | Parochiekerk van het Britse Lagerhuis. |      |
| St. Margaret Lothbury                                                         | Lothbury                                           | City of London          | Rooms-katholiek                                       | Anglicaans                                                                                             | Architect: Christopher Wren. |      |
| St. Margaret Pattens                                                          | Eastcheap                                          | City of London          | Rooms-katholiek                                       | Anglicaans                                                                                             | Architect: Christopher Wren. |      |
| St. Mark Coptic Church                                                        | Hoek van Allen Street en Scarsdale Villas          | Kensington              | Koptische kerk                                        | Koptische kerk                                                                                         | |      |
| St. Martin-in-the-Fields                                                      | Trafalgar Square                                   | City of Westminster     | Anglicaans                                            | Anglicaans                                                                                             | De kerk heeft een school voor arme jongens opgericht in 1699, dit is nu een middelbare school voor meisjes.                                         |      |
| St. Martin's Ludgate                                                          | Ludgate Hill                                       | City of London          | Rooms-katholiek                                       | Anglicaans                                                                                             | Architect: Christopher Wren. |      |
| St. Mary Abchurch                                                             | Abchurch Lane, naar Cannon Street                  | City of London          | Rooms-katholiek                                       | Anglicaans                                                                                             | Architect: Christopher Wren. |      |
| St. Mary Aldermanbury                                                         | Aldermanbury (straat)                              | City of London          | Rooms-katholiek                                       | Gesloopt in 1966                                                                                       | In Fulton (Missouri) staat een kopie, als monument voor Winston Churchill.                                                                          |      |
| St. Mary Aldermary                                                            | Bow Lane                                           | City of London          | Rooms-katholiek                                       | Anglicaans                                                                                             | Architect: Christopher Wren. |      |
| St. Mary-at-Hill                                                              | Lovatt Lane                                        | City of London          | Rooms-katholiek                                       | Anglicaans                                                                                             | |      |
| St. Mary-le-Bow Church                                                        | Bow Lane                                           | City of London          | Rooms-katholiek                                       | Anglicaans                                                                                             | Architect: Christopher Wren. Het wordt gezegd dat alle "Cockneys" binnen gehoorafstand van de klokken zijn geboren.                                 |      |
| St. Mary le Strand Church                                                     | The Strand                                         | City of Westminster     | Rooms-katholiek                                       | Anglicaans                                                                                             | Kerk van de Women's Royal Naval Service. |      |
| St. Mary Magdalen (Bermondsey)                                                | Bermondsey Street                                  | Bermondsey              | Rooms-katholiek                                       | Anglicaans                                                                                             | |      |
| St. Mary Magdalene (Woolwich)                                                 | Church Hill                                        | Woolwich                | Rooms-katholiek                                       | Anglicaans                                                                                             | |      |
| St. Mary Woolnoth                                                             | Hoek van Lombard Street en King William Street     | City of London          | Rooms-katholiek                                       | Anglicaans                                                                                             | Architect: Nicholas Hawksmoor (zijn enige kerk in de City of London). De ingang van het metrostation Bank ligt in de voormalige crypte van de kerk. |      |
| St. Mary's (Rotherhithe)                                                      | St. Marychurch Street                              | Rotherhithe             | Rooms-katholiek                                       | Anglicaans                                                                                             | Architect: Lancelot Dowbiggin. |      |
| St. Marylebone                                                                | Marylebone Road                                    | Marylebone              | Rooms-katholiek                                       | Anglicaans                                                                                             | De wijk ontleent zijn naam van de kerk. |      |
| St. Matthias Old Church                                                       | Poplar High Street                                 | Poplar                  | Anglicaans                                            | Buiten gebruik als kerk; het werd ontwijd in 1977 en is nu een gemeenschapscentrum.                    | Gebouwd door de Britse Oost-Indische Compagnie als zijn kapel.                                                                                      |      |
| St. Michael Cornhill                                                          | Cornhill                                           | City of London          | Rooms-katholiek                                       | Anglicaans                                                                                             | De kerk is een mengeling van stijlen; het gebouw is door Christopher Wren ontworpen, de toren door Nicholas Hawksmoor.                              |      |
| St. Michael Paternoster Royal                                                 | College Hill                                       | City of London          | Rooms-katholiek                                       | Anglicaans                                                                                             | Architect: Christopher Wren. |      |
| St. Mildred Bread Street (in de Tweede Wereldoorlog onherstelbaar beschadigd) | Bread Street                                       | City of London          | Rooms-katholiek                                       | Gesloopt                                                                                               | |      |
| St. Nicholas Cole Abbey                                                       | Queen Victoria Street                              | City of London          | Rooms-katholiek                                       | Anglicaans                                                                                             | Architect: Christopher Wren. Ondanks de naam is de kerk nooit een abdij geweest; het is van het Oudengels cold harbour, "onderdak".                 |      |
| St. Olaf's Norwegian Church                                                   | Albion Street                                      | Rotherhithe             | Lutheranisme                                          | Lutheranisme                                                                                           | Een Noorstalige zeemanskerk. |      |
| St. Olave Hart Street                                                         | Hart Street                                        | City of London          | Rooms-katholiek                                       | Anglicaans                                                                                             | Vernoemd naar koning Olaf II van Noorwegen. |      |
| St. Olave Old Jewry                                                           | Old Jewry                                          | City of London          | Rooms-katholiek                                       | Op de toren na in 1888 gesloopt                                                                        | Het doopvont, kansel, kerkorgel en reliëf van het wapen van het Verenigd Koninkrijk staan nu in andere kerken in Londen.                            |      |
| St. Pancras New Church                                                        | Euston Road                                        | Somers Town             | Anglicaans                                            | Anglicaans                                                                                             | |      |
| St. Pancras Old Church                                                        | Pancras Road                                       | Somers Town             | Rooms-katholiek                                       | Anglicaans                                                                                             | |      |
| St. Patrick's Soho Square                                                     | Soho Square                                        | Soho                    | Rooms-katholiek                                       | Rooms-katholiek                                                                                        | |      |
| St. Paul's Cathedral                                                          | St. Paul's Church Yard                             | City of London          | Anglicaans                                            | Anglicaans                                                                                             | Zetel van de Anglicaanse bisschop van Londen. |      |
| St. Paul's (Covent Garden)                                                    | Covent Garden                                      | City of Westminster     | Anglicaans (de eerste kerk gebouwd voor deze functie) | Anglicaans                                                                                             | Architect: Inigo Jones. |      |
| St. Paul's (Shadwell)                                                         | The Highway                                        | Shadwell                | Anglicaans                                            | Anglicaans                                                                                             | |      |
| St. Peter-ad-Vincula                                                          | Tower of London                                    | City of London          | Rooms-katholiek                                       | Anglicaans                                                                                             | Kapel van de Tower of London. |      |
| St. Peter's Italian Church                                                    | Rosebery Avenue                                    | Clerkenwell             | Rooms-katholiek                                       | Rooms-katholiek                                                                                        | Een Italiaanstalige Rooms-katholiek kerk. |      |
| St. Peter upon Cornhill                                                       | Cornhill                                           | City of London          | Rooms-katholiek                                       | Anglicaans                                                                                             | Architect: Christopher Wren. De kerk ligt op de oudste christelijk plaats in Engeland.                                                              |      |
| St. Sarkis Cathedral                                                          | Iverna Gardens                                     | Kensington              | Armeens-Apostolische Kerk                             | Armeens-Apostolische Kerk                                                                              | Een van twee Armeense kerken in Londen. Het is gebouwd door Calouste Gulbenkian, hij ligt hier tevens begraven.                                     |      |
| St. Sepulchre-without-Newgate                                                 | Holborn Viaduct, naar de Old Bailey                | City of London          | Rooms-katholiek                                       | Anglicaans                                                                                             | |      |
| St. Sophia's Cathedral                                                        | Moscow Road                                        | Bayswater               | Grieks-orthodoxe Kerk                                 | Grieks-orthodoxe Kerk                                                                                  | Oudste Grieks-orthodoxe kerk in Londen. |      |
| St. Stephen Walbrook                                                          | Walbrook                                           | City of London          | Rooms-katholiek                                       | Anglicaans                                                                                             | Architect: Christopher Wren. |      |
| St. Swithin London Stone (in de Tweede Wereldoorlog onherstelbaar beschadigd) | Cannon Street                                      | City of London          | Rooms-katholiek                                       | Gesloopt in 1961                                                                                       | De Londen Steen (London Stone) is het enige deel van de vroeger kerk dat nog bestaat.                                                               |      |
| St. Vedast Foster Lane                                                        | Foster Lane                                        | City of London          | Rooms-katholiek                                       | Anglicaans                                                                                             | Een van drie kerken in Engeland gewijd aan Vedastus. Foster is zijn naam in het Engels.                                                             |      |
| Savoy Chapel                                                                  | Savoy Place, naar Strand                           | City of Westminster     | Rooms-katholiek                                       | Anglicaans                                                                                             | Een koninklijk kapel. |      |
| Southwark Cathedral                                                           | London Bridge                                      | Southwark               | Rooms-katholiek                                       | Anglicaans                                                                                             | Zetel van Anglicaanse bisschop van Southwark. |      |
| Swedish Church of Ulrika Eleonora                                             | Harcourt Street                                    | Marylebone              | Lutheranisme                                          | Lutheranisme                                                                                           | Een Zweedstalige zeemanskerk. |      |
| Temple Church                                                                 | Tussen Fleet Street en de Theems                   | City of London          | Rooms-katholiek                                       | Anglicaans                                                                                             | Gebouwd voor de Tempeliers in Londen. |      |
| Westminster Abbey                                                             | Parliament Square                                  | City of Westminster     | Rooms-katholiek                                       | Anglicaanse kerk en museum                                                                             | De kerk is nu een kapittelkerk |      |
| Westminster Cathedral                                                         | 42 Francis Street                                  | City of Westminster     | Rooms-katholiek                                       | Rooms-katholiek                                                                                        | De mozaïeken in de kathedraal zijn nog altijd niet afgemaakt. De klokkentoren is vrijstaand, het geheel is in Byzantijnse stijl opgetrokken.        |      |